# Джейсі-Джей Андерсон
Джейсі-Джей Андерсон (англ. Jasey-Jay Anderson; 13 квітня 1975) — канадський сноубордист, олімпійський чемпіон у паралельному слаломі.
Андерсон змагається в паралельному слаломі та в бордеркросі. За свою кар'єру він 4 рази вигравав кубок світу в паралельному слаломі (з 2000 по 2004) та двічі в сноубордкросі (в сезонах 2001/2002 та 2005/2006). Спортсмен брав участь у чотирьох Олімпіадах, починаючи з Нагано. Найбільший успіх прийшов до нього у Ванкувері, де він виборов золоті олімпійські медалі та звання олімпійського чемпіона.